# Hammer Horror (песня)
«Hammer Horror» (с англ. — «Молот-ужас») — песня британской певицы и композитора Кейт Буш; третий по общему счёту сингл Буш и первый сингл из её второго студийного альбома Lionheart, выпущенный 27 октября 1978 года. В отличие от первых двух синглов, занявших 1-е и 6-е места в UK Singles Chart, достиг лишь 44-й позиции в британском хит-параде. Результаты продаж «Hammer Horror» в других странах были несколько более высокими (так, ирландское издание вошло в первую десятку национального сингл-чарта). Телевизионный клип «Hammer Horror» стал первой официальной видеозаписью выступления Кейт Буш в паре с профессиональным танцором.
Название и сюжет песни — история актёра, неожиданно получившего главную роль Квазимодо и преследуемого призраком прежнего исполнителя, своего друга, погибшего на съёмочной площадке — отсылают к наименованию британской киностудии Hammer Film Productions, специализировавшейся на «готических» фильмах ужасов. По словам Буш, непосредственный замысел песни возник у неё после просмотра фильма Джозефа Пивни «Человек с тысячью лиц» (1957): биографической картины, посвящённой американскому мастеру экранных перевоплощений эпохи немого кино Лону Чейни, чью роль в фильме исполнил другой выдающийся американский актёр — Джеймс Кэгни. «Песня родилась под впечатлением от того, как Джеймс Кэгни играет роль Лона Чейни, играющего горбуна», — сообщила Буш в заметке, опубликованной в ноябре 1979 года в третьем выпуске официального журнала своего фан-клуба The Kate Bush Club. — «Это был актёр внутри актёра внутри актёра, прямо как китайская шкатулка, что я и попыталась воссоздать».
Нотная транскрипция песни в первом печатном издании избранных композиций Кейт Буш The Best of Kate Bush (1980) сопровождалась авторским комментарием: «Ночью на съёмочной площадке, один, в свете единственного софита. Но кто это там, в тени?».
Сторона «Б» сингла содержит 9-й трек из альбома Lionheart — «Coffee Homeground».

## Список композиций
Автор слов и музыки всех песен — Кейт Буш.
7" винил
1. «Hammer Horror» — 4:38
2. «Coffee Homeground» — 3:39

7" винил (Япония)
1. «Hammer Horror» — 4:25
2. «Coffee Homeground» — 3:39

## Участники записи
- Кейт Буш — фортепиано, вокал
- Иэн Бэрнсон[англ.] — электрогитара, акустическая гитара
- Данкан Макэй — синтезатор
- Дел Палмер[англ.] — бас-гитара
- Эндрю Пауэлл — фисгармония
- Стюарт Эллиотт — ударные

## Чарты
| Чарт (1978)               | Высшая позиция |
| ------------------------- | -------------- |
| Irish Singles Chart       | 10             |
| ARIA Charts               | 17             |
| New Zealand Singles Chart | 21             |
| Single Top 100            | 25             |
| UK Singles Chart          | 44             |